# Grafenbuch (Lauterhofen)
Grafenbuch ist ein Gemeindeteil des Marktes Lauterhofen. Die Einöde wird seit 1989 als Evangelisches Dekanatjugendhaus genutzt und gehört dem Evangelisch-Lutherischen Dekanat Hersbruck.
Kirchlich (katholisch) gehört Grafenbuch zur Filiale Deinschwang der Pfarrei Traunfeld im Dekanat Habsberg, evangelisch zur Kirchengemeinde Alfeld.
Am 1. Mai 1978 wurde Deinschwang mit Ballertshofen, Freiberg, Grafenbuch und Mettenhofen nach Lauterhofen eingemeindet. Einziges Denkmal ist ein steinernes Kreuz.